# Ifeoma Onyefulu
Ifeoma Onyantlyu (sinh năm 1959) là một tác giả và tiểu thuyết gia người Nigeria, sống ở Anh. Hầu hết các cuốn sách của cô đều hướng đến trẻ nhỏ, và có những bức ảnh của riêng cô về cuộc sống làng quê ở Châu Phi.
Onyishedu được sinh ra ở Onitsha, Anambra, Nigeria. Cô là thành viên của nhóm dân tộc Igbo ở Nigeria, và là một nhiếp ảnh gia chuyên nghiệp.

## Sách
- Emeka's Gift - một cuốn sách đếm cho trẻ nhỏ
- Chidi chỉ thích màu xanh: một cuốn sách màu sắc châu Phi
- Sở thích của Ebele: một cuốn sách về các trò chơi châu Phi
- A Is for Africa - một cuốn sách bảng chữ cái

## Giải thưởng
Cuốn sách đầu tiên của cô,A is for Africa, được chọn là một trong những cuốn sách thông tin hay nhất của Giáo dục trẻ em và Sách hay nhất của Giáo dục trẻ. Cô cũng đã hai lần giành giải thưởng Sách thiếu nhi của Châu Phi. Cô cũng đã giành được cuốn sách hay nhất dành cho trẻ nhỏ ở Hoa Kỳ cho Here Comes the Bride năm 2005 và cho Ikenna Goes to Nigeria năm 2008.